# آلن واکر (شخصیت مانگا)
آلن واکر (انگلیسی: Allen Walker) شخصیت اصلی مجموعه مانگای دی گری-من است که توسط کاتسورا هوشینو، هنرمند و نویسنده ژاپنی خلق شده است. داستان این مجموعه در قرن نوزدهم جریان دارد و آلن نوجوانی است که به گروه سفارش سیاه، گروهی از سربازان به نام جن‌گیران می‌پیوندد. او از شیئی به نام بی‌گناهی برای مبارزه با شیاطین معروف به آکوما استفاده می‌کند. بی‌گناهی آلن در ابتدا به صورت یک بازوی چپ غول‌پیکر ظاهر می‌شود که در طول داستان تکامل یافته و توانایی‌های جدیدی به او می‌بخشد. آلن از قدرت بی‌گناهی خود برای مبارزه با ارل هزاره، که ارتشی از آکوما برای نابودی جهان ساخته است، و همچنین خانواده نوح که پیروان فوق بشری او هستند، استفاده می‌کند. در طول داستان، آلن متوجه می‌شود که ارتباطی با نوح دارد و ممکن است خود او نیز به یکی از آن‌ها تبدیل شود.
کاتسورا هوشینو، شخصیت آلن واکر را بر اساس شخصیت رابین از کمیک کوتاه زون طراحی کرده است. او برای طراحی لباس آلن از سبک پوشش قرن نوزدهم الهام گرفته و به او کراوات روبانی و تزئیناتی داده است تا ظاهری جنتلمن‌گونه داشته باشد. برخلاف شخصیت‌های پرجنب‌وجوش و بی‌ادب دیگر آثار هوشینو، آلن شخصیتی آرام دارد. برای اینکه آلن در عین آرامش ترسناک نیز به نظر برسد، هوشینو یک زخم پنج‌پر بر روی صورت او طراحی کرده است. انیمه این مانگا نیز ساخته شده که در آن سانائه کوبایاشی به آلن صداپیشگی کرده است. در نسخه انیمه سال ۲۰۱۶ به نام دی. گری-من هالو، آیومو موراسه جایگزین کوبایاشی شد. در نسخه انگلیسی این انیمه، تاد هابرکورن به عنوان صداپیشه آلن حضور دارد.
آلن واکر در بین خوانندگان دی. گری-من محبوبیت زیادی دارد و معمولاً در رتبه‌های برتر نظرسنجی‌های محبوبیت قرار می‌گیرد. واکنش منتقدان به این شخصیت عموماً مثبت بوده است؛ آن‌ها شخصیت آرام و منشأ اسرارآمیز او را متفاوت از شخصیت‌های معمول در مانگاهای شونن می‌دانند. برخی از منتقدان از صداپیشگی آلن نیز لذت برده‌اند. همچنین محصولات متنوعی با طرح آلن مانند عروسک‌های پولیشی، مجسمه‌ها، لباس‌ها و وسایل کازپلی عرضه شده است. علاوه بر حضور او در انیمه‌های دی. گری-من و دی. گری-من هالو، آلن در سه رمان کوتاه، دو بازی ویدئویی و چندین بازی مبارزه‌ای کراس‌اور نیز ظاهر شده است.